# Zawodśke (obwód lwowski)
Zawodśke (ukr. Заводське) – wieś na Ukrainie, w obwodzie lwowskim, w rejonie złoczowskim (do 2020 roku w rejonie buskim). W 2001 roku liczyła 1074 mieszkańców.
Do 1946 miejscowość nosiła nazwę Folwark (ukr. Фільварк, Filwark).